# Mustarihat Afamijja
Mustarihat Afamijja – wieś w Syrii, w muhafazie Hama, w dystrykcie As-Sukajlabijja. W 2004 roku liczyła 826 mieszkańców.